# Elizabeth Ward
Emily Elizabeth Ward, nacida Emily Elizabeth Swinburne, (1798 - 1882) fue una artista e ilustradora inglesa, conocida por sus ilustraciones de paisajes y costumbres mexicanas.

## Biografía
Emily Elizabeth Swinburne fue la hija de Sir John Edward Swinburne (1762-1860), y Emilia Elizabeth Swinburne, de nacimiento Bennet (fallecida en 1839).
Emily Swinburne creció en, Capheaton, en Northumberland, donde aprendió a desempeñarse en las prácticas artísticas como el dibujo y la pintura con William Mulready, un pintor irlandés (1786-1863 ) quien tenía un estilo en sus pinturas muy definido con escenas rurales; un estilo que influyó en Emily Ward, ya que algo que caracterizó sus pinturas es, la forma de ver en los objetos y lugares cotidianos, un estilo costumbrista con escenarios naturales y claramente detallados.
El 8 de abril de 1824, Emily se casó con Henry George Ward, quien había sido embajador en México en 1823. Junto con su esposa y compañera de viaje en tierras mexicanas, comenzó a dibujar cada lugar que visitaba de camino a la Capital.
Emily Ward y su esposo navegaron juntos hacia México el 18 de enero de 1825, a bordo del buque Egeria, ya que su esposo había sido enviado por parte del gobierno de Inglaterra para recaudar información sobre México y su riqueza minera.
Los Ward decidieron regresar a tierras británicas en 1827,  a través de Nueva York, y residieron en una finca en Much Haden, que era propiedad del padre de Henry Ward. 
En 1849, reanudaron sus viajes mientras que su esposo se desarrollaba en su carrera política como un Alto Comisionado de las Islas Jónicas, seguido de un nombramiento como Gobernador de Ceilán en 1855 y Madras en 1860. 
Después de que Henry Ward enfermara de cólera y muriera en Madras el mismo año,  Emily decidió volver a Inglaterra a pasar el resto de su vida en un apartamento en  Hampton Court . 
Ella murió en 1882 a la edad de 84 años.

## Arte costumbrista de Emily Ward

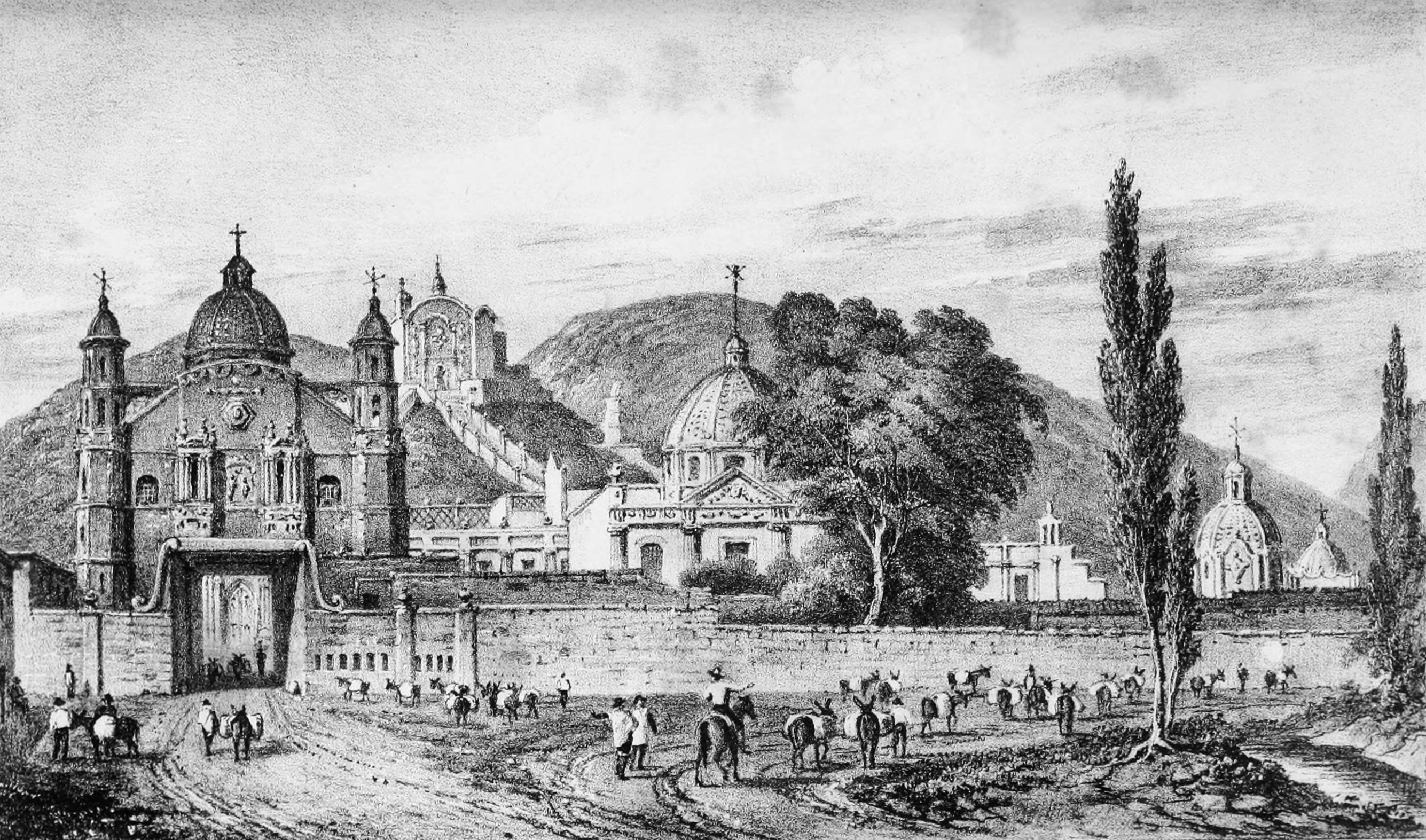
El dibujo de la Colegiata de Guadalupe, como todas las ilustraciones de México en 1827, obra de Emily Elizabeth Ward

Aquella travesía que Lady Ward y su esposo iniciaron, tuvo una duración mayor a la esperada, llegando a Veracruz hasta el 11 de marzo de 1825. Tenían como objetivo llegar hasta lo que hoy es la Ciudad de México. En el camino realizaron escalas por Puebla, Cholula y Jalapa. Para entonces, Emily Ward estaba embarazada de su primer hijo.
Cada visita realizada a lo largo de su recorrido, era evidenciada en descripciones de los paisajes, sitios, su gente e historia. Emily Ward plasmaba su recorrido en bocetos y dibujos, para posteriormente ser publicados como ilustraciones para el libro de su esposo México en 1827 (1828) dividido en dos tomos.
La intención de su esposo era presentar una visión de las perspectivas del país, formalmente independiente de España en 1821. Dicha obra está compuesta de temas muy variados e ilustrados detalladamente con las ilustraciones que demuestran cómo era visto el país desde los ojos de los extranjeros. Además, Ward es reconocida por su esposo en el prefacio del mismo: “Todos los dibujos fueron trazados en el mismo lugar, muchos de ellos en circunstancias que a la mayoría de las personas hubieran hecho desistir del intento”.
Los trabajos que se le atribuyen a Lady Ward son Seis vistas de los pueblos más importantes y distritos mineros sobre la tierra de la mesa de México (1829) y Vistas de Jalapa Guadalaxara, Tlalpuxahua y otras partes de México (1829) con dibujos adicionales, pero a excepción de estos últimos  que fueron publicados sin tipografía.
Para 1837, los trabajos de la señora Ward ya eran bastante populares.

### Arte costumbrista en México
Durante la primera mitad del siglo XIX, los «artistas viajeros» fueron los encargados principales de plasmar su testimonio del México y su cultura de la época, y que con el transcurso del tiempo fue tomando fuerza una autonomía y reconocimiento por los mismos artistas locales.
La pintura costumbrista fue floreciendo primeramente por aquellos «artistas viajeros» que vieron en México la esencia que conformaría la independencia de su patria. 
Durante el siglo XIX, se vivieron una serie de cambios drásticos políticos y sociales que se verían reflejados en las manifestaciones artísticas. Hubo un desarrollo a nivel visual en el arte, nuevas formas de observación y representación “desde distintas escalas, desde la de gran y mediana altura, la panorámica horizontal y la vista intra-urbana de la vida cotidiana, cuyas aproximaciones fueron abordadas líneas arriba.”
El grabado de Valladolid, que Ward realizó en 1829 y es considerado como el segundo más antiguo, muestra una panorámica de gran altura en la que se observa el paisaje completo de la ciudad.

## Obras
- Seis vistas de los pueblos más importantes y distritos mineros sobre la tierra de la mesa de México (1829)
- Vistas de Jalapa Guadalaxara, Tlalpuxahua y otras partes de México   (1829)

### Ilustración
- México en 1827, Henry George Ward   (1828)